# Volodymyr Horbouline
Volodymyr Horbouline (ukrainien : Горбулін Володимир Павлович ; russe : Горбулин, Владимир Павлович), est un ingénieur ukrainien.
Après des études à l'Université nationale Oles-Hontchar de Dnipro, il est ingénieur et docteur es sciences, il travaillait pour le Bureau d'études Ioujnoïe.
Il fut membre du Conseil de défense et de sécurité nationale d'Ukraine, directeur de l'Agence spatiale nationale d'Ukraine. Il est membre de l'Académie nationale des sciences d'Ukraine et de l'Académie internationale d'astronautique.